# Sebsebe Demissew
Sebsebe Demissew (Adís Abeba, 14 de junio de 1953) es un botánico etíope. Es investigador del Herbario Nacional de Etiopía, ha trabajado en los Royal Botanic Gardens, Kew y en cooperación con el Herbario de África del Este, el Herbario Nacional de Tanzania, el Herbario de la Makerere University y la Dar es Salaam University. Es coeditor de "Kew Bulletin"

## Algunas publicaciones
- Abate Ayalew, Tamrat Bekele, Sebsebe Demissew. 2006.  The undifferentiated afromontane forest of Denkoro in the central highland of Ethiopia: a floristic and structural analysis. Ethiopian Journal of Science 29 (1 ) : 45–56. ISSN 0379-2897

### Libros
- 1985. Genus Maytenus. 102 pp. ISBN 91-554-1726-4
- 2003.  Flowers of Ethiopia and Eritrea: Aloes and Other Lilies.
- 2006.  Flora of Tropical East Africa - Asparagaceae. 24 pp. Ed. Kew Publ. ISBN 1-84246-116-8
- Demissew Sebsebe, Phillip Cribb, Finn Rasmussen. Field Guide to Ethiopian Orchids. ISBN 1-84246-071-4

- La abreviatura «Sebsebe» se emplea para indicar a Sebsebe Demissew como autoridad en la descripción y clasificación científica de los vegetales.[2]